# Eric Matthews
Eric Matthews es uno de los personajes principales de la saga de películas Saw creada por James Wan y Leigh Whannell cuyas principales características son la temática original que el asesino utiliza para justificar sus crímenes, la trama enmarañada y un final sorprendente.

## Perfil
Eric Matthews es un personaje ficticio de la serie de películas Saw, Donnie Wahlberg es el encargado de darle vida al detective Matthews en la segunda, tercera y cuarta secuela de la saga.

### Brutalidad policiaca
Eric era un policía bastante rudo, cuyo objetivo era escalar posiciones hasta ser detective, logra este propósito atacando a ladrones desarmados y plantando evidencia, llevando a varios inocentes a la cárcel, obteniendo varios enemigos.
Casado y con un hijo, sin embargo Eric engaña a su esposa con su compañera Allison Kerry, engaño que es descubierto y destruye la familia de Matthews. Llegando a tener problemas con los abogados en el divorcio, su relación con su hijo tampoco anda bien, ya que este no lo respeta y siempre tiene roces con la ley.
Un día, Eric se pelea con su hijo y le obliga a ir con su madre. A continuación, Kerry lo llama para que lo ayude a identificar un cadáver que ha sido atrapado, presuntamente, por el asesino Jigsaw. Eric lo reconoce como Michael, uno de sus informantes. En la escena del crimen, Jigsaw dejó un mensaje para Matthews, en el cual se le informaba que debía observar más de cerca la evidencia, Eric lo ignora, hasta que esa noche, reconoce que el artefacto con el que mataron a Michael tiene la marca de "Wilson Steel" y llama Kerry para que lleve a todo su escuadrón hasta el lugar, en donde encuentran la guarida de Jigsaw y al asesino.

### ¿Dónde está mi hijo?
Luego de revisarlo informa que tiene atrapadas a ocho personas en un "lugar seguro" y Eric Matthews se da cuenta de que una de ellas es su hijo y otra es Amanda Young, una ex víctima del asesino, al verlos por un monitor de la sala. Eric se enfurece y le reclama a Jigsaw, pero este, obviamente, no le dice nada. Jigsaw le dice que quiere jugar un juego y que las reglas son simples: él debe escucharlo hablar y contestarle si quiere hallar a Daniel sano y salvo. El problema es que la gente de la casa comienza a morir por el gas tóxico que se respira en el lugar, solo poseen dos horas para sobrevivir, ya que una vez cumplido dicho plazo, la casa se abrirá, y solo los que sobrevivan al veneno podrán ser libres. Por lo tanto, Eric, luego de escuchar durante casi una hora las "estupideces" del asesino y de enterarse de los propósitos de sus juegos, decide obligarle a hablar atromentándolo físicamente, ante los gritos en contra de Kerry. 
Jigsaw no acepta hasta estar medio muerto y le dice que sea discreto y accione el elevador que está a su lado, porque solo lo llevará a él, a nadie más. Luego de escapar de sus propios compañeros, Eric se lleva una de las camioneta de la policía y le obliga a Jigsaw a decirle dónde está su hijo Daniel. Jigsaw lo guía hasta la casa, donde se encuentran los cadáveres de los que no pudieron sobrevivir. Tras examinar el camino seguido por su hijo y Amanda, quienes escapaban de Xavier, debido a que este trataba de matarlos para verles los números en sus nucas y así conseguir un antídoto.
Eric entra en los cimientos de la casa, en los cuales se encontraba la trampa del baño (el mismo en el que estuvieron encerrados Adam y el Dr. Gordon) donde Amanda lo toma por sorpresa y le inyecta un somnífero, dejándolo encadenado en el baño y con una grabadora a su lado. Cuando Eric despierta, escucha la cinta y se entera de que Amanda era la aprendiz de Jigsaw y que todo el tiempo, Eric estuvo al lado de su hijo en la guarida de Jigsaw (en una caja fuerte con un contador, de dos horas). Amanda aparece en la escena y le dice irónicamente "el juego terminó", mientras le cierra la puerta y se va del lugar. 
Eric rápidamente comienza a intentar escapar del lugar y, luego de intentar varias cosas, desesperado, busca la forma de salir, se rompe el pie con un pedazo de la tapa del baño y logra liberarse de la cadena, para después encontrarse con Amanda y pelear y esta le pisa el pie roto a consecuencia de lo sucedido; este queda inconsciente.

### Sigue vivo
En la cuarta secuela de la película, descubrimos que Eric aún está con vida, ya que poco después de su pelea con Amanda, es arrastrado por alguien (posiblemente el Dr. Gordon, ya que se muestra que quien lo ayuda cojea del pie derecho) a una habitación en los túneles subterráneos, donde le enyesa el pie roto y lo mantiene vivo durante seis meses, hasta que Art Blanc lo saca de dicha habitación para participar en la prueba final de Rigg, el cual tiene 90 minutos para llegar hasta ambos detectives.
Eric Matthews y Hoffman son las víctimas esta vez, ya que Eric se encuentra maniatado y colgado por su cuello por una cadena sobre un bloque de hielo, el mismo empieza a derretirse, por lo que Eric se ahorcaría, su trampa se encuentra conectada a la de Hoffman, quien se encuentra a escasos centímetros, en una silla con conductores eléctricos, la cual está encima de un recipiente que recibe el agua del bloque de Eric, por lo que terminaría electrocutado, al morir Eric.
Eric está cansado de "jugar", solo desea morir, por lo que intenta suicidarse, es detenido por Art, este último le brinda a Eric un arma y una bala, luego de esto, saca un pequeño aparato con un botón, asegurándoles a los detectives, que cuando el contador llegue a cero, los tres serán libres. Sin embargo, los tres hombres observan que la puerta por la cual debe entrar Rigg está conectada a unos bloque de hielo en el techo, los cuales, al abrirse la puerta aplastarán la cabeza de Eric Matthews.
Rigg se desespera y en lugar de examinar la trampa, pese a las advertencias de Eric Matthews, abre la puerta, Eric le dispara pero no logra evitar que los bloques aplasten su cabeza dándole una muerte instantánea. En Saw V se vuelve a ver su muerte. En Saw 3D, se puede ver su pistola y la cadena a la que estuvo sujeto.

## Apariciones
- Saw II
- Saw III
- Saw IV
- Saw V (Flashback, el momento de su muerte y foto)
- Saw VII 3D (pistola y cadena a la que estuvo sujeto)

## Doblaje
- Juan Carlos Gustems dobla la voz de Eric Matthews durante todas las secuelas.
- Mario Castañeda dobla la voz de Eric Matthews en Latinoamérica (versión de DVD), nada más en Saw 2.
- Rolando de Castro dobla la voz de Eric Matthews en Latinoamérica  (versión de televisión), nada más en Saw 2.

- Datos: Q4532449